# Først til verdens ende
Først til verdens ende er et dansk tv-program, der blev sendt for første gang i 2020 på TV 2. I programmet skal fem danske par konkurrerer om at komme først fra én destination til en anden. Programmet er inspireret af det britiske Race Across The World.
Præmissen for de rejsende par er, at de ikke må flyve, ikke må bruge smartphones eller internettet og skal leve på et minimalt rejsebudget. På rejsen er der dog mulighed for at tage arbejde undervejs, og tjene flere penge ind, til det samlede rejsebudget. Vinderen af hver sæson vinder 250.000 danske kroner.
Parrerne skal under rejsen nå til en række forskellige checkpoints, og skrive sig ind i en rejsebog for at blive i ræset. Parrene forlader checkpoint og rejser videre i den rækkefølge de er ankommet i. For at parrene ikke har mulighed for at planlægge rejsen, får de først næste destination at vide ved begyndelsen af hver etape.
Efterhånden som rejseeventyret skrider fremad bliver parrene elimineret i de såkaldte elimineringsetaper, såfremt de ankommer sidst til en checkpoint-destination.

## Sæson 1: Fra Odense til Singapore
I den første sæson af programmet var de 5 par;
     – Vinder
     – Andenplads
     – Tredjeplads
     – Fjerdeplads
     – Femteplads
| Par                                       | Alders  | Fra               | Relation          |
| ----------------------------------------- | ------- | ----------------- | ----------------- |
| Stephanie Schwartzbach & Nicolaj Hallberg | 30 & 27 | Hillerød          | Kærester          |
| Kim Eg Thygesen & Carsten Christophersen  | 38 & 35 | Nyker & Hasle     | Soldaterkammrater |
| Claus Bentsen & Marco Bentsen             | 57 & 23 | Hørsholm & Aarhus | Far & søn         |
| Johanne Chappell & Josefine Chappell      | 19 & 22 | Østerbro          | Søstre            |
| Ulla Gjedde & Lars Gjedde                 | 61 & 60 | Værløse           | Gift              |

### Etape 1: Odense - Venedig
- Rejsemål: Venedig, Italien
- Etapetype: Rejseetape
- Checkpointlokation: Hotel Pausania

| Par                 | Tid ankommet til checkpoint | Timer bagud | Placering i ræset | Rejsebudget tilbage |
| ------------------- | --------------------------- | ----------- | ----------------- | ------------------- |
| Stephanie & Nicolaj | -                           |             | 1                 | -                   |
| Claus & Marco       | -                           | + 2 timer   | 2                 | -                   |
| Johanne & Josefine  | -                           | -           | 3                 | -                   |
| Ulla & Lars         | -                           | + 5 timer   | 4                 | -                   |
| Kim & Carsten       | -                           | + 6 timer   | 5                 | -                   |

### Etape 2: Venedig - Delfi
- Rejsemål: Delfi, Grækenland
- Etapetype: Elimineringsetape
- Checkpointlokation: Hotel Amalia

| Par                 | Tid ankommet til checkpoint | Timer bagud | Placering i ræset | Rejsebudget tilbage |
| ------------------- | --------------------------- | ----------- | ----------------- | ------------------- |
| Stephanie & Nicolaj | 04.11.2019 kl. 10.36        |             | 1                 | 67%                 |
| Kim & Carsten       | 04.11.2019 kl. 20.53        | + 10 timer  | 2                 | 55%                 |
| Johanne & Josefine  | 04.11.2019 kl. 21.10        | + 10 timer  | 3                 | 68%                 |
| Claus & Marco       | 05.11.2019 kl. 11.19        | + 25 timer  | 4                 | 62%                 |
| Ulla & Lars         | 05.11.2019 kl 19.36         | + 33 timer  | 5                 | 66%                 |

### Etape 3: Delfi - Baku
- Rejsemål: Baku, Aserbajdsjan
- Etapetype: Rejseetape
- Checkpointlokation: Golden Coast Hotel

| Par                | Tid ankommet til checkpoint | Timer bagud | Placering i ræset | Rejsebudget tilbage |
| ------------------ | --------------------------- | ----------- | ----------------- | ------------------- |
| Claus & Marco      | 03.11.2019 kl. 06.42        |             | 1                 | 42%                 |
| Johanne & Josefine | -                           | + 1 time    | 2                 | 50%                 |
| Kim & Carsten      | -                           | + 3 timer   | 3                 | 37%                 |
| Stefanie & Nicolaj | -                           | + 3 timer   | 4                 | 53%                 |

### Etape 4: Baku - Tasjkent
- Rejsemål: Tasjkent, Usbekistan
- Etapetype: Rejseetape
- Checkpointlokation: Hotel Uzbekistan

| Par                | Tid ankommet til checkpoint | Timer bagud | Placering i ræset | Rejsebudget tilbage |
| ------------------ | --------------------------- | ----------- | ----------------- | ------------------- |
| Kim & Carsten      | 21.11.2019 kl. 09.51        |             | 1                 | 33%                 |
| Stefanie & Nicolaj | 21.11.2019 kl. 16.24        | + 7 timer   | 2                 | 44%                 |
| Claus & Marco      | 21.11.2019 kl 20.54         | + 11 timer  | 3                 | 32%                 |
| Johanne & Josefine | -                           | + 14 timer  | 4                 | 36%                 |

### Etape 5: Tasjkent - Chengdu
- Rejsemål: Chengdu, Kina
- Etapetype: Rejseetape
- Checkpointlokation: Chengdu Courtyard Hotel

| Par                | Tid ankommet til checkpoint | Timer bagud | Placering i ræset | Rejsebudget tilbage |
| ------------------ | --------------------------- | ----------- | ----------------- | ------------------- |
| Kim & Carsten      | 28.11.2019 kl. 15.26        |             | 1                 | 27%                 |
| Stefanie & Nicolaj | 29.11.2019 kl. 15.18        | + 24 timer  | 2                 | 35%                 |
| Claus & Marco      | 29.11.2019. kl 15.33        | + 24 timer  | 3                 | 24%                 |
| Johanne & Josefine | 30.11.2019 kl. 07.30        | + 40 timer  | 4                 | 25%                 |

### Etape 6: Chengdu - Ninh Binh
- Rejsemål: Ninh Binh, Vietnam
- Etapetype: Elimineringsetape
- Checkpointlokation: Emeralda Resort

| Par                 | Tid ankommet til checkpoint | Timer bagud | Placering i ræset | Rejsebudget tilbage |
| ------------------- | --------------------------- | ----------- | ----------------- | ------------------- |
| Kim & Carsten       | 03.12.2019 kl. 08.00        |             | 1                 | 19%                 |
| Stephanie & Nicolaj | 03.12.2019 kl. 19.50        | + 12 timer  | 2                 | 24%                 |
| Claus & Marco       | 04.12.2019 kl. 00.08        | + 16 timer  | 3                 | 17%                 |
| Josefine & Johanne  | 04.12.2019 kl 11.47         | + 28 timer  | 4                 | 7%                  |

### Etape 7: Ninh Binh - Koh Chang
- Rejsemål: Koh Chang, Thailand
- Etapetype: Rejseetape
- Checkpointlokation: KC Grande Resort & Spa

| Par                | Tid ankommet til checkpoint | Timer bagud | Placering i ræset | Rejsebudget tilbage |
| ------------------ | --------------------------- | ----------- | ----------------- | ------------------- |
| Stefanie & Nicolaj | 09.12.2019 kl. 17.15        |             | 1                 | 14%                 |
| Kim & Carsten      | 09.12.2019 kl. 20.53        | + 4 timer   | 2                 | 10%                 |
| Claus & Marco      | -                           | + 42 timer  | 3                 | 10%                 |

### Etape 8: Koh Chang - Singapore
- Rejsemål: Singapore
- Etapetype: Finaleetape
- Checkpointlokation: Den Danske Sømandskirke

| Par                | Tid ankommet til checkpoint | Timer bagud | Placering i ræset | Rejsebudget tilbage |
| ------------------ | --------------------------- | ----------- | ----------------- | ------------------- |
| Stefanie & Nicolaj | 14.12.2019 kl. 14.22        |             | 1                 | -                   |
| Kim & Carsten      | 14.12.2019 kl. 16.26        | -           | 2                 | -                   |
| Claus & Marco      | -                           | -           | 3                 | -                   |

## Sæson 2: Fra Esbjerg til København
Startbeløb: 32.000 kr.
I den anden sæson af programmet var de 5 par;
     – Vinder
     – Andenplads
     – Tredjeplads
     – Fjerdeplads
     – Femteplads
| Par                                       | Alders  | Fra                        | Relation   |
| ----------------------------------------- | ------- | -------------------------- | ---------- |
| Jeppe Saabye & Nikolaj Saabye             | 31 & 40 | Frederiksberg & Vallensbæk | Brødre     |
| Rakel Mai Nielsen & Mikkel Luffe Andersen | 36 & 28 | Nørrebro                   | Kærester   |
| Michael Mallin & René Mallin              | 35 & 35 | Kolding & Aalborg          | Tvillinger |
| Marianne Mortensen & Lars Mortensen       | 48 & 51 | Holstebro                  | Gift       |
| Jasmin Fathi Azzam & Mariam Azzam         | 32 & 22 | Aarhus                     | Søstre     |

### Etape 1: Esbjerg - Nordkap
- Rejsemål: Nordkap, Norge
- Etapetype: Rejseetape
- Checkpointlokation: The View Hotel

| Par             | Tid ankommet til checkpoint | Timer bagud | Placering i ræset | Rejsebudget tilbage |
| --------------- | --------------------------- | ----------- | ----------------- | ------------------- |
| Marianne & Lars | 15.10.2021 kl. 10.54        |             | 1                 | 74%                 |
| Jeppe & Nikolaj | 15.10.2021 kl. 19.46        | + 9 timer   | 2                 | 75%                 |
| Rakel & Mikkel  | -                           | + 24 timer  | 3                 | 76%                 |
| Michael & René  | -                           | + 24 timer  | 4                 | 72%                 |
| Jasmin & Mariam | -                           | + 24 timer  | 5                 | 64%                 |

### Etape 2: Nordkap - Kyiv
- Rejsemål: Kyiv, Ukraine
- Etapetype: Elimineringsetape
- Checkpointlokation: Hotel Ukraine

| Par             | Tid ankommet til checkpoint | Timer bagud | Placering i ræset | Rejsebudget tilbage |
| --------------- | --------------------------- | ----------- | ----------------- | ------------------- |
| Jeppe & Nikolaj | 22.10.2021 kl. 07.42        |             | 1                 | 55%                 |
| Rakel & Mikkel  | 23.10.2021 kl 05.28         | + 22 timer  | 2                 | 43%                 |
| Marianne & Lars | 23.10.2021 kl 07.14         | + 23 timer  | 3                 | 59%                 |
| Michael & René  | 23.10.2021 kl 08.54         | + 25 timer  | 4                 | 31%                 |
| Jasmin & Mariam | -                           | + 31 timer  | 5                 | -                   |

### Etape 3: Kyiv - Tbilisi
- Rejsemål: Tbilisi, Georgien
- Etapetype: Rejseetape
- Checkpointlokation: -

Tredje etape blev afbrudt inden nogle af parrene nåede til Tbilisi, fordi både Team Jeppe & Nikolaj samt Team Mikkel og René blev smittet med covid-19. De to resterende hold blev fragtet til Amalfi i Italien hvor de skulle afvente de 2 coronaramte hold.
Efter en 11-dages karantæneperiode kunne begge hold fremvise en negativ coronatest, og ræset fortsatte i Amalfi.
| Par             | Tid ankommet til checkpoint | Timer bagud | Placering i ræset | Rejsebudget tilbage |
| --------------- | --------------------------- | ----------- | ----------------- | ------------------- |
| Jeppe & Nikolaj | -                           |             | -                 | -                   |
| Rakel & Mikkel  | -                           | -           | -                 | -                   |
| Marianne & Lars | -                           | -           | -                 | -                   |
| Michael & René  | -                           | -           | -                 | -                   |

### Etape 4: Amalfi - Gibraltar
- Rejsemål: Gibraltar
- Etapetype: Rejseetape
- Checkpointlokation: The Rock Hotel

| Par             | Tid ankommet til checkpoint | Timer bagud | Placering i ræset | Rejsebudget tilbage |
| --------------- | --------------------------- | ----------- | ----------------- | ------------------- |
| Jeppe & Nikolaj | 15.11.2021 kl. 14.53        |             | 1                 | 31%                 |
| Marianne & Lars | 15.11.2021 kl. 15.33        | + 1 time    | 3                 | 28%                 |
| Rakel & Mikkel  | 15.11.2021 kl. 19.06        | + 4 timer   | 2                 | 19%                 |
| Michael & René  | -                           | + 27 timer  | 4                 | 12%                 |

### Etape 5: Gibraltar - Portree
- Rejsemål: Portree, Isle of Skye, Skotland
- Etapetype: Elimineringsetape
- Checkpointlokation: Cuillin Hills Hotel

| Par             | Tid ankommet til checkpoint | Timer bagud | Placering i ræset | Rejsebudget tilbage |
| --------------- | --------------------------- | ----------- | ----------------- | ------------------- |
| Jeppe & Nikolaj | 21.11.2021 kl. 12.10        |             | 1                 | 15%                 |
| Rakel & Mikkel  | 21.11.2021 kl. 15.42        | + 3,5 time  | 2                 | 9%                  |
| Michael & René  | 21.11.2021 kl. 21.01        | + 9 timer   | 3                 | 1,7%                |
| Marianne & Lars | 21.11.2021 kl. 22.10        | + 10 timer  | 4                 | -                   |

### Etape 6: Portree - København
- Rejsemål: København, Danmark
- Etapetype: Finaleetape
- Checkpointlokation: Rundetårn

| Par             | Tid ankommet til checkpoint | Timer bagud | Placering i ræset | Rejsebudget tilbage |
| --------------- | --------------------------- | ----------- | ----------------- | ------------------- |
| Jeppe & Nikolaj | 25.11.2021 kl. 20.22        |             | 1                 | -                   |
| Rakel & Mikkel  | -                           | -           | 2                 | -                   |
| Michael & René  | -                           | -           | 3                 | -                   |

## Sæson 3: Fra New York til Buenos Aires
Startbeløb: 26.000 kr.
I den tredje sæson af programmet var de 5 par;
     – Vinder
     – Andenplads
     – Tredjeplads
     – Fjerdeplads
     – Femteplads
| Par                                                  | Alders  | Fra               | Relation     |
| ---------------------------------------------------- | ------- | ----------------- | ------------ |
| Susie Rasmussen & Heidi Rasmussen                    | 52 & 48 | Aalborg & Pandrup | Søstre       |
| Nicolai Klejs & Christian Vagn Uhre                  | 30 & 30 | Aarhus            | Venner       |
| Asger Ammundsen & Tue Ammundsen                      | 21 & 20 | København         | Brødre       |
| Anne Sophie "Fie" Nygaard & Lucas Sebastian Schweitz | 31 & 27 | Amager            | Kærester     |
| Bettina Dahm & Laura Dahm Thorup                     | 49 & 23 | København         | Mor & datter |

### Etape 1: New York - New Orleans
- Rejsemål: New Orleans, Louisiana, USA
- Etapetype: Rejseetape
- Checkpointlokation: Bourbon Orleans Hotel

| Par                 | Tid ankommet til checkpoint | Timer bagud | Placering i ræset | Rejsebudget tilbage |
| ------------------- | --------------------------- | ----------- | ----------------- | ------------------- |
| Nicolai & Christian | 07.11.2022 kl. 06.14        |             | 1                 | 83%                 |
| Asger & Tue         | 07.11.2022 kl. 11.04        | + 16 timer  | 2                 | 82%                 |
| Fie & Lucas         | 07.11.2022 kl. 11.24        | + 17 timer  | 3                 | 80%                 |
| Susie & Heidi       | 08.11.2022 kl. 06.38        | + 24 timer  | 4                 | -                   |
| Bettina & Laura     | -                           | + 48 timer  | 5                 | 52%                 |

### Etape 2: New Orleans - Antigua
- Rejsemål: Antigua, Guatemala
- Etapetype: Elimineringsetape
- Checkpointlokation: El Carmen Hotel

| Par                 | Tid ankommet til checkpoint | Timer bagud | Placering i ræset | Rejsebudget tilbage |
| ------------------- | --------------------------- | ----------- | ----------------- | ------------------- |
| Asger & Tue         | 14.11.2022 kl. 20.21        |             | 1                 | 57%                 |
| Nicolai & Christian | 15.11.2022 kl. 09.59        | + 13 timer  | 2                 | 62%                 |
| Susie & Heidi       | 15.11.2022 kl. 20.34        | + 24 timer  | 3                 | 55%                 |
| Fie & Lucas         | -                           | + 25 timer  | 4                 | 56%                 |
| Bettina & Laura     | -                           | + 41 timer  | 5                 | 40%                 |

### Etape 3: Antigua - Panama City
- Rejsemål: Panama City, Panama
- Etapetype: Rejseetape
- Checkpointlokation: Hotel Plaza Paitilla

| Par                 | Tid ankommet til checkpoint | Timer bagud | Placering i ræset | Rejsebudget tilbage |
| ------------------- | --------------------------- | ----------- | ----------------- | ------------------- |
| Nicolai & Christian | 22.11.2022 kl. 21.14        |             | 1                 | 57%                 |
| Susie & Heidi       | 23.11.2022 kl. 05.09        | + 8 timer   | 2                 | 48%                 |
| Asger & Tue         | 23.11.2022 kl. 20.26        | + 23 timer  | 3                 | 51%                 |
| Fie & Lucas         | -                           | + 24 timer  | 4                 | 47%                 |

### Etape 4: Panama City - Tena
- Rejsemål: Tena, Ecuador
- Etapetype: Rejseetape
- Checkpointlokation: La Casa del Suizo

| Par                 | Tid ankommet til checkpoint | Timer bagud | Placering i ræset | Rejsebudget tilbage |
| ------------------- | --------------------------- | ----------- | ----------------- | ------------------- |
| Susie & Heidi       | 30.11.2022 kl. 17.49        |             | 1                 | 33%                 |
| Nicolai & Christian | 01.12.2022 kl. 13.35        | + 20 timer  | 2                 | 46%                 |
| Fie & Lucas         | 01.12.2022 kl. 13.40        | + 20 timer  | 3                 | 36%                 |
| Asger & Tue         | 01.12.2022 kl. 14.32        | + 21 timer  | 4                 | 38%                 |

### Etape 5: Tena - Huacachina
- Rejsemål: Huacachina, Peru
- Etapetype: Elimineringsetape
- Checkpointlokation: Hostería Suiza

| Par                 | Tid ankommet til checkpoint | Timer bagud | Placering i ræset | Rejsebudget tilbage |
| ------------------- | --------------------------- | ----------- | ----------------- | ------------------- |
| Susie & Heidi       | 06.12.2022 kl. 00.43        |             | 1                 | 30%                 |
| Nicolai & Christian | 06.12.2022 kl. 14.48        | + 14 timer  | 2                 | 37%                 |
| Asger & Tue         | 06.12.2022 kl. 21.19        | + 20 timer  | 3                 | 24%                 |
| Fie & Lucas         | 06.12.2022 kl. 21.59        | + 21 timer  | 4                 | 29%                 |

### Etape 6: Huacachina - Sucre
- Rejsemål: Sucre, Bolivia
- Etapetype: Rejseetape
- Checkpointlokation: Hotel Monasterio

| Par                 | Tid ankommet til checkpoint | Timer bagud | Placering i ræset | Rejsebudget tilbage |
| ------------------- | --------------------------- | ----------- | ----------------- | ------------------- |
| Susie & Heidi       | 13.12.2022 kl. 04.38        |             | 1                 | 22%                 |
| Nicolai & Christian | 13.12.2022 kl. 08.15        | + 4 timer   | 2                 | 29%                 |
| Asger & Tue         | 13.12.2022 kl. 18.47        | + 14 timer  | 3                 | 15%                 |

### Etape 7: Sucre - Buenos Aires
- Rejsemål: Buenos Aires, Argentina
- Etapetype: Finaleetape
- Checkpointlokation: Trade Sky Bar, Comega Building

| Par                 | Tid ankommet til checkpoint | Timer bagud | Placering i ræset | Rejsebudget tilbage |
| ------------------- | --------------------------- | ----------- | ----------------- | ------------------- |
| Susie & Heidi       | -                           |             | 1                 | -                   |
| Nicolai & Christian | -                           | -           | 2                 | -                   |
| Asger & Tue         | -                           | -           | 3                 | -                   |

## Sæson 4: Fra Tokyo til Bali
Startbeløb: 24.000 kr.
I den fjerde sæson af programmet var de 5 par;
     – Vinder
     – Andenplads
     – Tredjeplads
     – Fjerdeplads
     – Femteplads
| Par                                                | Alders  | Fra                       | Relation  |
| -------------------------------------------------- | ------- | ------------------------- | --------- |
| Emilie Thygesen & Nadine Østby Hajjar              | 25 & 26 | Albertslund & Tingbjerg   | Veninder  |
| Martin Hartung Junkerby & Sebastian Vistisen Tofts | 29 & 31 | Frederiksberg & København | Venner    |
| Mariam Nur & Malik Nur                             | 43 & 23 | Indre By & København      | Mor & søn |
| Tea Ingemann Olsen & Tilde Ingemann Olsen          | 25 & 23 | Aalborg                   | Søstre    |
| Michael Ramgil Stæhr & Mette Vibeke Ramgil Stæhr   | 53 & 37 | Frederiksberg             | Gift      |

### Etape 1: Tokyo - Seoul
- Rejsemål: Seoul, Sydkorea
- Etapetype: Rejseetape
- Checkpointlokation: Fraser Place

| Par                | Tid ankommet til checkpoint | Timer bagud | Placering i ræset | Rejsebudget tilbage |
| ------------------ | --------------------------- | ----------- | ----------------- | ------------------- |
| Martin & Sebastian | 29.10.2023 kl. 17.51        |             | 1                 | 84%                 |
| Tea & Tilde        | 29.10.2023 kl. 21.43        | + 4 timer   | 2                 | 79%                 |
| Mariam & Malik     | 29.10.2023 kl. 23.51        | + 6 timer   | 3                 | 75%                 |
| Emilie & Nadine    | 30.10.2023 kl. 01.16        | + 7 timer   | 4                 | 72%                 |
| Michael & Mette    | -                           | + 30 timer  | 5                 | 53%                 |

### Etape 2: Seoul - Xi'an
- Rejsemål: Xi'an, Kina
- Etapetype: Elimineringsetape
- Checkpointlokation: Xi'an Eastern House Hotel

| Par                | Tid ankommet til checkpoint | Timer bagud         | Placering i ræset | Rejsebudget tilbage |
| ------------------ | --------------------------- | ------------------- | ----------------- | ------------------- |
| Martin & Sebastian | 04.11.2023 kl. 20.52        |                     | 1                 | 76%                 |
| Emilie & Nadine    | 04.11.2023 kl. 22.38        | + 1 time & 46 min   | 2                 | 63%                 |
| Tea & Tilde        | 05.11.2023 kl. 15.52        | + 19 timer          | 3                 | 71%                 |
| Mariam & Malik     | 05.11.2023 kl. 20.52        | + 24 timer          | 4                 | 68%                 |
| Michael & Mette    | 05.11.2023 kl. 22.38        | + 25 timer & 46 min | 5                 | 42%                 |

### Etape 3: Xi'an - Hoi An
- Rejsemål: Hoi An, Vietnam
- Etapetype: Rejseetape
- Checkpointlokation: Hotel Little Oasis

| Par                | Tid ankommet til checkpoint | Timer bagud | Placering i ræset | Rejsebudget tilbage |
| ------------------ | --------------------------- | ----------- | ----------------- | ------------------- |
| Martin & Sebastian | 11.11.2023 kl. 08.38        |             | 1                 | 59%                 |
| Mariam & Malik     | 11.11.2023 kl. 12.48        | + 4 timer   | 2                 | 56%                 |
| Emilie & Nadine    | 11.11.2023 kl. 14.23        | + 6 timer   | 3                 | 55%                 |
| Tea & Tilde        | 12.11.2023                  | + 28 timer  | 4                 | 68%                 |

### Etape 4: Hoi An - Chiang Mai
- Rejsemål: Chiang Mai, Thailand
- Etapetype: Rejseetape
- Checkpointlokation: Khum Phaya Resort & Spa

| Par                | Tid ankommet til checkpoint | Timer bagud       | Placering i ræset | Rejsebudget tilbage |
| ------------------ | --------------------------- | ----------------- | ----------------- | ------------------- |
| Emilie & Nadine    | 18.11.2023 kl. 06.17        |                   | 1                 | 43%                 |
| Martin & Sebastian | 18.11.2023 kl. 06.20        | + 3 minutter      | 2                 | 38%                 |
| Mariam & Malik     | 18.11.2023 kl. 08.05        | + 1 time & 48 min | 3                 | 43%                 |
| Tea & Tilde        | 19.11.2023 kl. 05.17        | + 23 timer        | 4                 | 46%                 |

### Etape 5: Chiang Mai - Kuala Lumpur
- Rejsemål: Kuala Lumpur, Malaysia
- Etapetype: Elimineringsetape
- Checkpointlokation: Hotel Pullman, City Center

| Par                | Tid ankommet til checkpoint | Timer bagud        | Placering i ræset | Rejsebudget tilbage |
| ------------------ | --------------------------- | ------------------ | ----------------- | ------------------- |
| Emilie & Nadine    | 23.11.2023 kl. 20.23        |                    | 1                 | 34%                 |
| Martin & Sebastian | 24.11.2023 kl. 03.00        | + 6 timer & 37 min | 2                 | 22%                 |
| Mariam & Malik     | 24.11.2023 kl. 16.43        | + 20 timer         | 3                 | 30%                 |
| Tea & Tilde        | -                           | + 27 timer         | 4                 | 23%                 |

### Etape 6: Kuala Lumpu - Bogor
- Rejsemål: Bogor, Java, Indonesien
- Etapetype: Rejseetape
- Checkpointlokation: Santika Bogor Hotel

| Par                | Tid ankommet til checkpoint | Timer bagud | Placering i ræset | Rejsebudget tilbage |
| ------------------ | --------------------------- | ----------- | ----------------- | ------------------- |
| Martin & Sebastian | 29.11.2023 kl. 19.27        |             | 1                 | 17%                 |
| Emilie & Nadine    | 30.11.2023 kl. 02.18        | + 7 timer   | 2                 | 20%                 |
| Mariam & Malik     | -                           | + 24 timer  | 3                 | 16%                 |

### Etape 7: Bogor - Ubud, Bali
- Rejsemål: Ubud, Bali, Indonesien
- Etapetype: Finaleetape
- Checkpointlokation: Ubud Water Palace

| Par                | Tid ankommet til checkpoint | Timer bagud  | Placering i ræset | Rejsebudget tilbage |
| ------------------ | --------------------------- | ------------ | ----------------- | ------------------- |
| Emilie & Nadine    | 04.12.2023 kl. 14.07        |              | 1                 | 9%                  |
| Martin & Sebastian | 04.12.2023 kl. 14.13        | + 6 minutter | 2                 | 11%                 |
| Mariam & Malik     | -                           | + 23 timer   | 3                 | 5%                  |